# Delphine
Delphine Bury, conocida como Delphine, (París) es una cantante francesa. Es conocida principalmente por su éxito "La Fermeture Eclair" de 1967, cover de la canción norteamericana "In the past" de We The People.

## Biografía
Delphine Bury comienza su trayectoria como cantante en 1966 tras firmar un contrato con Decca Records y lanzar un sencillo en formato de álbum "La fermeture Eclair", de género Ye-ye, canción quien la llevó en muchos éxitos. Luego, ese mismo año, lanza un álbum llamado "C'est La Première Fois" que contenía dos canciones originales. A finales de 1966 lanza un nuevo disco con cuatro canciones nuevas de diferentes estilos. A inicios de 1967 lanza un nuevo álbum de estilo Rock psicodélico. Al ver el cuarto y último lanzamiento de su nuevo disco, el nuevo álbum contiene la misma canción que había grabado años antes en 196. Su trayectoria como cantante fue finalizada en 1967 llevando dos años en la música y después cantando en algunos teatros de Francia.

## Discografía
- DELPHINE: (1966) La Fermeture Eclair/Il Pleut Aussi A Hollywood
- DELPHINE: (1966) C'est La Première Fois (lado A)/A Bientôt Sans Doute (lado B)
- DELPHINE: (1966) Bien Assez Grande (lado A1)/Ne Le Crie Pas Sur Les Toits (lado A2)/C'est La Première Fois (lado B1)/A Bientot Sans Doute (lado B2).
- DELPHINE: (1967) Ne T'en Va Jamais (lado A1)/J'ai Laissé L'amour (lado A2)/La Fermeture-éclair (lado B1)/Il Pleut Aussi A Hollywood (lado B2)